# 1540

## Události
- Papežem schválen Jezuitský řád.
- García López de Cárdenas spatřil jako první Evropan Grand Canyon.[1]
- Jindřich VIII. Tudor se 6. ledna oženil s Annou Klevskou a 9. července se s ní rozvedl.
- V námořní bitvě o Alboránu zvítězili Španělé nad osmanskými korzáry.
- Evropu zasáhlo mimořádně horké a suché počasí, nastala neúroda, vysychaly řeky a šířily se požáry.[2]

## Narození
Česko
- ? – Marek Bydžovský z Florentina, profesor Karlovy univerzity, kronikář († 1612)
- ? – Jiří Rychnovský, český hudební skladatel († 1615)

Svět
- 18. ledna – Kateřina, vévodkyně z Braganzy, portugalská infantka († 15. listopadu 1614)
- 25. ledna – Svatý Edmund Kampián, anglický kněz, teolog a mučedník († 1. prosince 1581)
- 28. ledna – Ludolph van Ceulen, německý matematik († 31. prosince 1610)
- 8. dubna – Hidenaga Hašiba, japonský vojevůdce († 15. února 1591)
- 14. května – Bartholomaeus Scultetus, německý matematik a kronikář († 1614)
- 29. června – Ana de Mendoza, kněžna z Éboli, španělská hraběnka († 2. února 1592)
- 30. června – Karel II. Štýrský, štýrský vévoda († 10. července 1590)
- 7. července – Jan Zikmund Zápolský, maďarský král a sedmihradský kníže († 1571)
- 4. srpna – Joseph Justus Scaliger, francouzský humanista, klasický filolog a básník († 1609)
- ? – Giovanni Maria Butteri, italský malíř († 4. října 1606)
- ? – Edmund Kampián, katolický kněz († 1581)
- ? – Pieter Dirkszoon Keyser, holandský mořeplavec († 1596)
- ? – Ruy López de Segura, španělský kněz a šachový mistr († 1580)
- ? – William Painter, anglický renesanční spisovatel († 1594)
- ? – François Viète, francouzský matematik († 23. února 1603)

## Úmrtí
- 27. ledna – Anděla Mericiová, italská řeholnice (* 1474)
- 21. dubna – Alfons Portugalský, portugalský infant, arcibiskup Lisabonu a kardinál (* 23. dubna 1509)
- 6. května – Juan Luis Vives, španělský humanista, filosof a teoretik pedagogiky (* 1492)
- 22. května – Francesco Guicciardini, italský historik, filozof a diplomat (* 6. března 1483)
- 22. července – Jan Zápolský, uherský král (* 2. února 1487)
- 28. července – Thomas Cromwell, anglický šlechtic, první ministr krále Jindřicha VIII. a tvůrce moderního britského parlamentarismu (* kolem 1485)
- 24. srpna – Parmigianino, italský manýristický malíř a rytec (* 1503)
- 20. září – Eduard Portugalský, vévoda z Guimarães, portugalský infant, šestý syn krále Manuela I. (* 7. října 1515)
- 14. listopadu – Rosso Fiorentino, italský malíř (* 1494)
- ? – Tristão da Cunha, portugalský mořeplavec (* 1460)
- ? – Johann Georg Faust, potulný alchymista a astrolog (* 1480)
- ? – Ojíř z Fulštejna, moravský šlechtic a nejvyšší komorník Opavského knížectví (* ?)

## Hlavy států
- České království – Ferdinand I.
- Svatá říše římská – Karel V.
- Papež – Pavel III.
- Anglické království – Jindřich VIII. Tudor
- Francouzské království – František I.
- Polské království – Zikmund I. Starý
- Uherské království – Ferdinand I. – Jan Zápolský – Jan Zikmund Zápolský
- Španělské království – Karel V.
- Burgundské vévodství – Karel V.
- Osmanská říše – Sulejman I.
- Perská říše – Tahmásp I.
- Říše Ming – Ťia-ťing